# خوان بيزارو
خوان بيزارو (بالإسبانية: Juan Pizarro)‏ هو مستكشف إسباني، ولد في 1511 في ترجالة في إسبانيا، وتوفي في 1536 في كوسكو في بيرو.